# Palácio Arariboia
Palácio Arariboia  é um edifício localizado no número 100 da Rua da Conceição, no Centro do município de Niterói, no estado do Rio de Janeiro, no Brasil. É popularmente conhecido pelos niteroienses como Prefeitura Velha. O Palácio Arariboia foi a primeira sede da prefeitura do município. O palácio foi inaugurado em 1910 para ser o Paço municipal, que abrigaria a Câmara Municipal e a Prefeitura Municipal (órgão institucional recém-criado), porém somente a prefeitura se mudou. O prédio só foi batizado de Palácio Arariboia mais tarde, em 1973, por ocasião das celebrações do Quarto Centenário da Fundação de Niterói.  Na década de 1980, a sede da prefeitura foi transferida para um edifício moderno na Rua Visconde de Sepetiba conhecido como "Prefeitura Nova". Na década de 1990, o prédio foi tombado pela Prefeitura de Niterói e passou a abrigar a Secretaria Municipal de Fazenda e outros órgãos públicos municipais, passando por restaurações.

## História
Com elevação dos povoados do lado leste da Baía da Guanabara à vila em 1819 por ato do rei dom João VI, a Câmara Municipal foi instaurada onde hoje é o bairro de São Domingos. Porém, a sede da vila foi transferida para o arraial que daria origem ao atual bairro do Centro, passando por um plano urbanístico para arruamento e construção das praças ou "largos" para o pelourinho e para o rossio da igreja matriz, onde foi erguido também a Casa da Câmara e Cadeia. Em 1835, com a criação do Município Neutro, Niterói passou a ser a capital da Província do Rio de Janeiro, com instalação da Assembleia Legislativa no mesmo prédio.

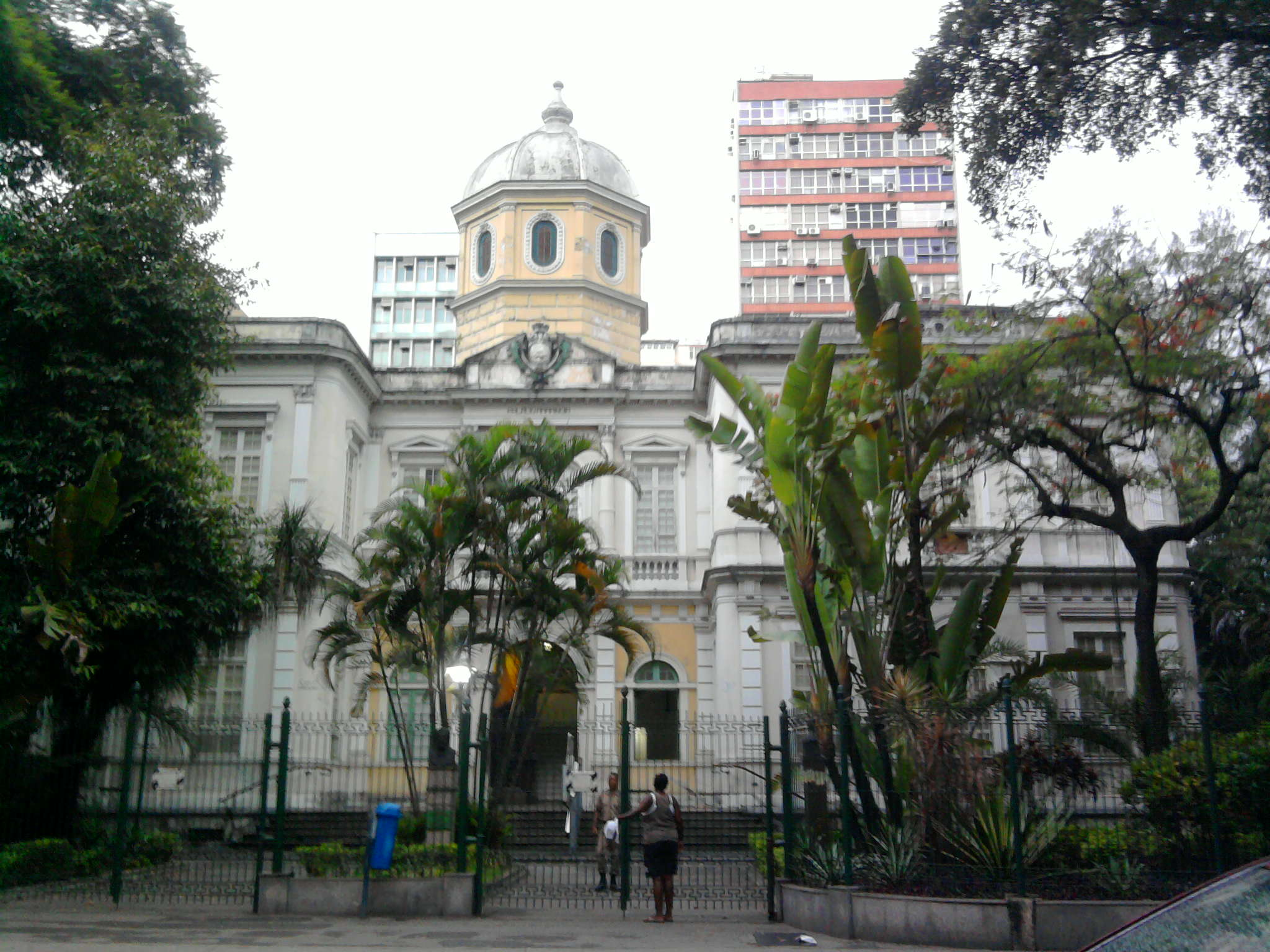
Palácio Arariboia, Prefeitura Velha de Niterói.

Em meio à instabilidade política após a Proclamação da República, Niterói foi assolada em 1893 pela Revolta da Armada, que destruiu vários prédios na zona urbana e bairros litorâneos, e paralisou as atividades produtivas da cidade, causando a transferência da capital para Petrópolis. Com a estabilização da República, foi aprovada, em 1903, o retorno de Niterói à condição de capital do Estado do Rio de Janeiro, situação que provocou na cidade um período de intervenções urbanas, provendo-a de qualificada infraestrutura, procurando organizar uma vida urbana condizente com sua condição.
Neste cenário, várias edificações e intervenções urbanísticas foram sendo feitas simbolizando o status readquirido pela capital, como Palácio para a prefeitura e câmara dos vereadores, erguido à beira da Rua da Conceição, uma das mais importantes do Centro à época, e próximo do Praça do Rink (antigo largo do pelourinho ou Largo da Memória), em um grande área conhecida como "Largo do Capim". A intervenção urbanística-arquitetônica acabou obrigando ao rearruamento de várias quadras entre a Praça do Rink e o Palácio, construído ao centro do Largo do Capim, que passaria a ganhar o nome de Praça Floriano Peixoto. Sua construção foi idealizada pelo quarto prefeito niteroiense, João Pereira Ferraz e durou de 1909 a 1910.
O palácio seria a sede própria para a prefeitura e a câmara dos vereadores do município: portanto, passaria a ser o Paço municipal, pois o edifício da Casa da Câmara e Cadeia, no Jardim São João, abrigava também a Assembleia Legislativa do estado. Porém, por divergências entre os vereadores e o prefeito, somente a prefeitura se transferiu em 1910, ficando lá até início da década de 1980, ficando o edifício conhecido atualmente como "Prefeitura Velha".

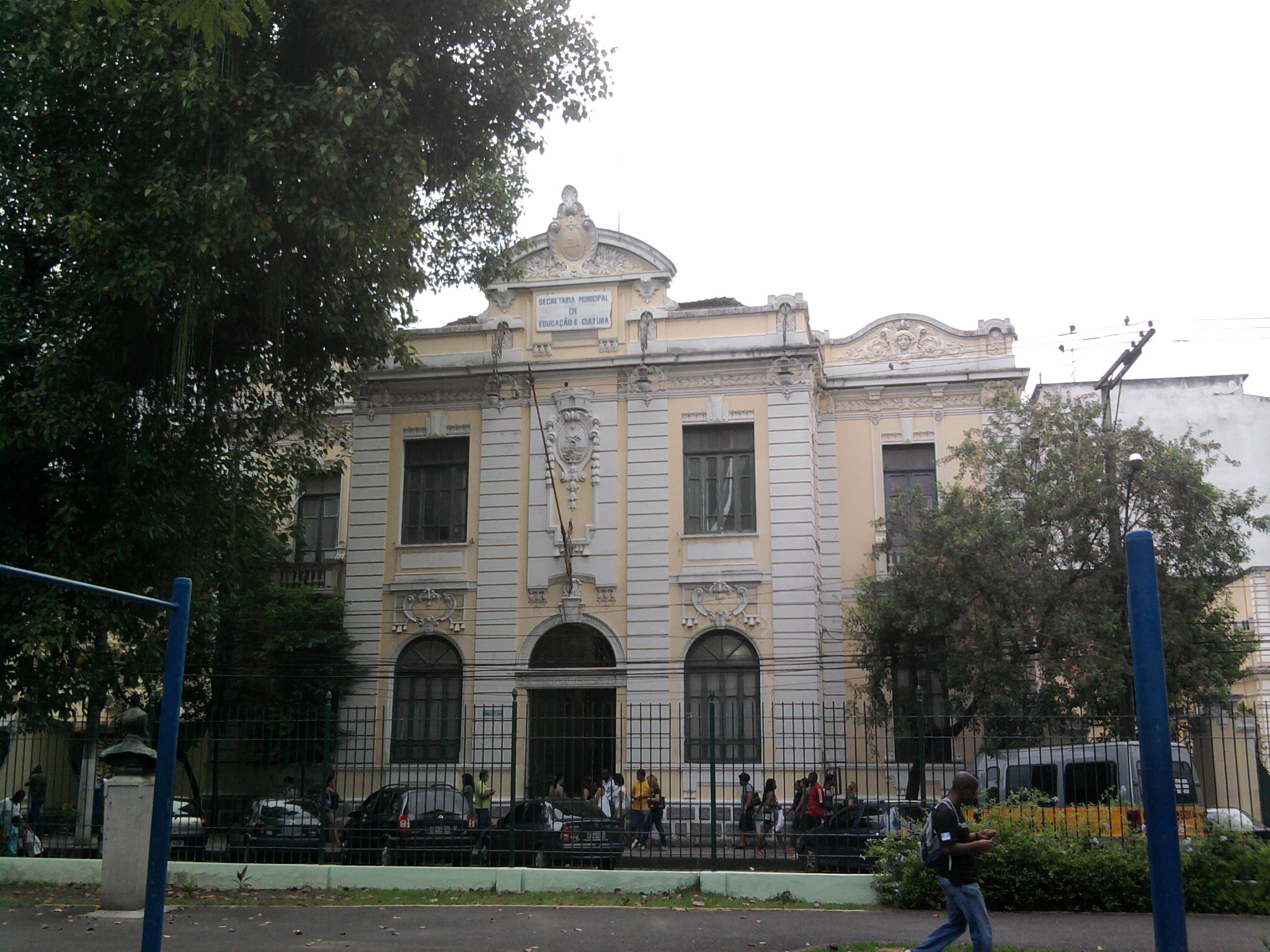
Paço Municipal de Niterói, no Jardim São João.

Curiosamente, o prédio da Casa da Câmara e Cadeia seria demolido em 1913 para ser erguido, em 1914, a nova sede da Câmara Municipal, que seria batizada de Paço Municipal de Niterói. Enquanto que a Assembleia Legislativa do Estado do Rio de Janeiro ganharia sede própria na Praça da República em 1917. Após a transferência da capital estadual para a cidade do Rio de Janeiro, passou a abrigar a Câmara Municipal de Niterói.
O prédio só foi batizado de Palácio Arariboia mais tarde, em 1973, por ocasião do quarto centenário da fundação de Niterói. Na década de 1980, a sede da prefeitura seria transferida para um edifício moderno na Rua Visconde de Sepetiba, também no Centro de Niterói, para abrigar as Secretarias e gabinete do prefeito, funcionando como Centro Administrativo, sendo popularmente conhecido como "Prefeitura Nova". 
Devido ao seu valor histórico, o prédio foi tombado pela Prefeitura de Niterói por meio da Lei nº 1 477, de 27 de dezembro de 1995. Atualmente, o Palácio Arariboia abriga a Secretaria Municipal de Fazenda e vários órgãos públicos municipais e passa por uma restauração.

## Arquitetura
Possui planta quadrangular, com composição simétrica, disposta em torno de um pátio interno, em dois pavimentos. A entrada principal é recuada, precedida de pequena escadaria, com porta central em arco pleno, de ferro fundido, encimada por torreão octogonal. Uma platibanda sóbria com ornatos vazados e um pequeno frontão triangular coroam a fachada principal.
Em reforma de 1926, foi substituída por um zimbório. No projeto original de 1908, havia uma pequena cúpula central com um relógio que foi substituída. Internamente, o Palácio Arariboia possui estrutura modular formada por delgadas colunas de ferro fundido que apoiam vigas metálicas no seu pavimento térreo. O edifício é circundado por um jardim com grandes árvores e ornamentado com quatro bustos em bronze de José Clemente Pereira, Gonçalves Ledo, Fagundes Varela e Alberto de Oliveira.